# Limonov (film)
Limonov (Limonov: The Ballad) è un film del 2024 diretto da Kirill Serebrennikov.
Adattamento cinematografico dell'omonima biografia romanzata del poeta sovietico Ėduard Limonov scritta da Emmanuel Carrère, è interpretato da Ben Whishaw nel ruolo di Limonov.

## Trama
Ėduard Limonov, un teppista di strada nell'Ucraina sovietica del dopoguerra, diventa un poeta autodidatta a Mosca negli anni del Disgelo; emigrato a New York, perde tutto e passa da barbone a maggiordomo in casa di milionari; raggiunge la fama in Francia scrivendo schiettamente delle sue vicissitudini e appetiti sessuali; cacciato dai salotti letterari dopo aver combattuto in Jugoslavia al fianco di criminali di guerra serbi, torna infine nella Russia post-sovietica, fondando un partito "nazional-bolscevico" e diventando inaspettatamente uno dei riferimenti dell'opposizione a Putin.

## Produzione

### Sviluppo
In seguito al successo editoriale riscosso sia in Francia che in Italia della biografia Limonov (2011) di Emmanuel Carrère, nel 2013 la casa di produzione italiana Wildside se ne è aggiudicata i diritti cinematografici.
Lo stesso anno, Saverio Costanzo è stato scelto come regista e sceneggiatore dell'adattamento. Il film sarebbe stato coprodotto con Rai Cinema e altri investitori europei, per un budget di 15-20 milioni di dollari, e girato in inglese con un protagonista americano. Nel 2015 però Costanzo ha rinunciato al progetto, secondo Carrère perché non si sentiva «a proprio agio con un soggetto così russo».
Nel 2017, il regista polacco Paweł Pawlikowski è subentrato a Costanzo, scrivendo una nuova sceneggiatura assieme al britannico Ben Hopkins. Così come col tentativo di Costanzo, Carrère ha fatto da consulente. La sceneggiatura di 80 pagine dei due, che nell'opinione del produttore Mario Gianani riusciva a «riassumere [...] in maniera fantastica» lo spirito e i contenuti il libro, ha spinto la Wildside a dare infine semaforo verde al progetto. Stavolta il film sarebbe stato co-prodotto con la francese Chapter 2 per un budget di 16 milioni di euro, sarebbe stato girato in russo, francese e inglese e avrebbe avuto un protagonista russo.

### Pre-produzione
La produzione si è spinta fino alla fase di casting, dove Grigorij Dobrygin era vicino a ottenere il ruolo di Limonov, prima che Pawlikowski decidesse di abbandonare la regia, avendo realizzato che Limonov fosse una «una persona che non mi piace, o almeno non abbastanza da farci un film». Per non perdere i finanziamenti raccolti, la Wildside si è orientata verso la Russia, dove stavano già conducendo dei provini, per trovarvi rapidamente un altro regista adatto. Alla fine, la scelta è caduta su Kirill Serebrennikov. Quest'ultimo ha convinto i produttori mostrando una foto del sé diciottenne assieme a Limonov, che per i giovani russi della sua generazione era stato un'icona "anti-establishment".
Pur decidendo di conservare la sceneggiatura di Pawlikowski e Hopkins, la produzione è tornata a puntare verso l'idea di realizzare un film in lingua inglese. Serebrennikov ha motivato questa scelta sostenendo essa fornisse la «distanza necessaria» a rappresentare Limonov e che già Carrère avesse scritto per dei lettori occidentali. Nel 2020, il britannico Ben Whishaw è stato scelto per interpretare Limonov, essendo rimasto colpito dalla sceneggiatura e dalla «esplosione di energia» rappresentata dal personaggio. L'attore ha fatto ricorso per la prima volta nella sua carriera all'uso di trucco prostetico per poter interpretare il personaggio a diverse età, evitando invece di fornire un'interpretazione "mimetica" del vero Limonov a causa della barriera linguistica.
Il film ha avuto un budget di 10 milioni di euro.

### Riprese
Le riprese sono cominciate agli inizi del 2022 a Mosca. Dopo circa tre settimane dall'inizio delle riprese, queste sono state interrotte dallo scoppio dell'invasione russa dell'Ucraina. La produzione ha provato a continuare a girare per qualche giorno, finché Whishaw non ha dovuto lasciare il Paese a causa delle preoccupazioni della sua famiglia. Il suo esempio è stato seguito a ruota dalla maggior parte della troupe e del cast. Prima dell'interruzione, il film aveva appena finito di girare le scene ambientate in Russia, ossia quelle dell'infanzia di Limonov e del suo periodo dopo il 1991, e si preparava al blocco di riprese in un teatro di posa di Mosca dov'era stata ricostruita la Quinta Strada di New York, location delle scene del periodo "americano" di Limonov. Per diversi mesi, Serebrennikov, rimasto in Russia a causa dei procedimenti giudiziari sul suo conto, ha dato per scontato che il film non sarebbe mai stato completato a seguito della fuoruscita dalla Russia da parte della produzione causata dalla risposta internazionale all'invasione, dato il budget già speso nella fabbricazione dei set e di altri materiali ormai inutilizzabili.
Dopo sei mesi di pausa, alla fine la Wildside ha deciso di resuscitare il film, rinunciando ai finanziamenti russi che aveva stretto in fase di sviluppo e facendo ricostruire il set newyorkese a Riga, in Lettonia, con un notevole sforzo produttivo. Le riprese sono comunque rimaste ferme fino all'agosto del 2022, dovendo aspettare che Serebrennikov potesse lasciare liberamente la Russia, per poi concludersi nel mese di settembre.

## Promozione
La prima clip del film è stata pubblicata online da Vanity Fair il 18 maggio 2024. Il primo trailer è stato diffuso in rete da Vision Distribution l'8 luglio 2024.

## Distribuzione
Il film è stato presentato in anteprima il 19 maggio 2024 in concorso al 77º Festival di Cannes, ed è stato distribuito nelle sale cinematografiche italiane da Vision Distribution a partire dal 5 settembre successivo.

## Accoglienza

### Incassi
In Italia il film ha incassato 261728 €, con 44826 presenze.

### Critica
La critica internazionale ha accolto in modo positivo il film. Su Rotten Tomatoes 22 critici esprimono un gradimento del 68%, con un voto medio di 6.8/10. Peter Bradshaw, sul Guardian, scrive ad esempio che "Ben Wishaw offre una performance gloriosa come Limonov, sexy, folle, quasi bipolare. E forse preoccupato costantemente che la sua scrittura non sia buona abbastanza da renderlo immortale." Più tiepida, invece, la critica italiana, con, tra gli altri, Gianluca Zappoli di MyMovies che lamenta l'approccio superficiale, con cui, alla lunga, è stato raccontato Limonov ed Aldo Spiniello che, su Sentieri Selvaggi, definisce quello di Serebrennikov "un film moderno, accattivante, funzionale, ma con poco furore. Un perfetto esempio di stile internazionale.". Di opinione contraria invece Marco Lovisato di CineFacts, che elogia "un film tanto caotico quanto coraggioso nell'affrontare di petto un rappresentante controverso della cultura sovietica, capace al contempo di tracciare dei paragoni con la situazione attuale e di svelare meccanismi universali di accettazione e compromesso."

## Riconoscimenti
- 2025 – David di Donatello
  - Candidatura ai migliori effetti speciali visivi a Fabio Tomassetti e Daniele Tomassetti

- 2024 – Festival di Cannes[9]
  - In concorso per la Palma d'oro